# Hibbertia quadricolor
Hibbertia quadricolor är en tvåhjärtbladig växtart som beskrevs av Karel Domin. Hibbertia quadricolor ingår i släktet Hibbertia och familjen Dilleniaceae. Inga underarter finns listade i Catalogue of Life.